# Прекрасная блондинка из Бэшфул-Бенд
«Прекрасная блондинка из Бэшфул-Бенд» (англ. The Beautiful Blonde from Bashful Bend) — кинофильм режиссёра Престона Стёрджеса, вышедший на экраны в 1949 году. Первая лента Стёрджеса, снятая с помощью технологии Техниколор, не имела успеха и стала завершением американской карьеры режиссёра.

## Сюжет
Фредди Джонс — певичка в одном из городков Дикого Запада, воспитанная мудрым дедушкой, который научил её главному в этих местах умению — метко стрелять. Заподозрив своего ухажёра Блэки в неверности, она в ярости хватает пистолет, однако по ошибке попадает в «мягкое место» судьи О'Тула. Скрываясь от сурового наказания, Фредди с подругой Кончитой переезжает в другой город, где изображает благовоспитанную учительницу и даже встречает завидного жениха Чарльза. Однако по её следам идёт Блэки, который хочет то ли воссоединиться с ней, то ли сдать властям за вознаграждение...

## В ролях
- Бетти Грейбл — Уинифред (Фредди) Джонс
- Сизар Ромеро — Блэки Джоберо
- Руди Валле — Чарльз Хинглман
- Ольга Сан-Хуан — Кончита
- Портер Холл — судья Альфальфа О'Тул
- Хью Херберт — доктор
- Эл Бридж — шериф Амброуз
- Эл Брендел — мистер Йоргенсен
- Стерлинг Холлоуэй — мальчик Бассермана
- Денни Джексон — мальчик Бассермана
- Эмори Парнелл — Джулиус Хинглман
- Маргарет Хэмилтон — миссис О'Тул
- Пати Берс — Рулетта
- Ричард Хейл — Гас Бассерман